# Brevicornina
Brevicornina is een geslacht van uitgestorven kreeftachtigen uit de klasse van de Ostracoda (mosselkreeftjes).

## Soort
- Brevicornina brevis (Blumenstengel, 1965) Gruendel & Koz, 1972 †